# Карро
Карро (итал. Carro) — коммуна в Италии, располагается в регионе Лигурия, в провинции Ла Специя.
Население составляет 635 человек (2008 г.), плотность населения составляет 19 чел./км². Занимает площадь 34 км². Почтовый индекс — 19012. Телефонный код — 0187.
Покровителем коммуны почитается святой Лаврентий, празднование 10 августа.

## Демография
Динамика населения:

## Администрация коммуны
- Официальный сайт: http://www.comune-di-carro.it